# Austin Powers: Agent specjalnej troski
Austin Powers: Agent specjalnej troski (tytuł oryg. Austin Powers: International Man of Mystery, 1997) – amerykańsko-niemiecka komedia akcji, pierwszy film z cyklu przygód brytyjskiego agenta wywiadu Austina Powersa.

## Fabuła
Parodia m.in. serii filmów o Jamesie Bondzie. Główny przeciwnik Powersa, Doktor Zło, poddaje się hibernacji w 1967 roku. Aby zapobiec zawładnięciu przez Doktora Zło światem tuż po odmrożeniu, Powers również poddaje się hibernacji. Obaj bohaterowie powracają trzydzieści lat później.

## Obsada
- Mike Myers jako Austin Danger Powers oraz Dr Evil
- Elizabeth Hurley jako Vanessa Kensington
- Michael York jako Basil Exposition
- Mimi Rogers jako pani Kensington
- Robert Wagner jako Numer Drugi
- Seth Green jako Scott Evil
- Fabiana Udenio jako Alotta Fagina